# Gorafe
Gorafe település Spanyolországban, Granada tartományban. Gorafe Villanueva de las Torres, Dehesas de Guadix, Freila, Guadix és Gor községekkel határos. Lakosainak száma 373 fő (2024).

## Népesség
A település népessége az elmúlt években az alábbi módon változott:
| Lakosok száma | 558  | 538  | 526  | 489  | 471  | 415  | 405  | 381  | 382  | 373  |
|               | 2001 | 2004 | 2006 | 2009 | 2011 | 2014 | 2016 | 2019 | 2021 | 2024 |